# Get Back/Don't Let Me Down
Get Back/Don't Let Me Down è un singolo discografico dei Beatles pubblicato nel 1969.

## Tracce
Testi e musiche di Paul McCartney e John Lennon.
1. Get Back – 3:11
2. Don't Let Me Down – 3:28

## Brani

### Get Back
Canzone scritta da John Lennon e da Paul McCartney, la versione originale è stata pubblicata come singolo l'11 aprile 1969 ed è stata eseguita dai Beatles insieme a Billy Preston d poi inclusa nell'album Let It Be (1970). La canzone venne eseguita per la prima volta in pubblico nello speciale concerto tenutosi sul tetto degli uffici della Apple Records; venne incisa in un periodo di profondi dissidi tra i componenti della band. Poco dopo è divenuto il brano di chiusura di Let It Be (1970), che è stato l'ultimo album dei Beatles ad essere pubblicato prima che il gruppo si dividesse. Il singolo ha raggiunto la posizione numero uno nel Regno Unito per sei settimane, negli Stati Uniti per cinque settimane, in Canada per sei settimane, in Olanda per due settimane e in Australia, Francia, Germania Ovest, Austria, Svizzera e Messico per una settimana.

#### Composizione
La melodia nacque da una jam improvvisata il 7 gennaio 1969 durante le sedute di registrazione agli studi Twickenham. McCartney iniziò il testo rielaborando il verso «Get back to where you should be» della canzone Sour Milk Sea di George Harrison, in «Get back to where you once belonged». McCartney aveva suonato il basso nella registrazione di Jackie Lomax della canzone qualche mese prima.
La versione pubblicata della canzone è composta da due strofe, con un'introduzione musicale, e parecchi ritornelli. Il primo verso racconta la storia di un uomo chiamato Jojo, che lasciò la sua casa in Tucson, Arizona, per un po' di "erba" Californiana (la futura sposa di Paul, Linda, aveva frequentato la University of Arizona di Tucson.), la seconda strofa parla di un personaggio dalla sessualità ambigua, "Loretta Martin" che «thought she was a woman, but she was another man» ("pensava di essere una donna, ma era un altro uomo"). La versione su singolo include il finale dove a Loretta viene consigliato di "tornarsene da dove è venuta". (Get back, where you once belonged)
I Beatles scherzarono spesso con il testo della canzone durante le sedute di registrazione, come dimostra l'introduzione di Lennon al brano sull'album Let It Be: «Sweet Loretta Fart, she thought she was a cleaner, but she was a frying pan» ("La dolce Loretta Scorreggia, pensava di essere un aspirapolvere, ma era una padella per friggere"). La versione del brano sull'album termina con la famosa frase di John Lennon: «I'd like to say thank you on behalf of the group and ourselves, and I hope we passed the audition» ("Vorrei ringraziarvi a nome del gruppo e di noi stessi, e spero che abbiamo passato l'audizione").

#### Versioni alternative
Mentre stava lavorando al testo di Get Back, McCartney si divertì a fare una parodia di un celebre discorso razzista dell'ex ministro inglese Enoch Powell in una breve jam che presto divenne famosa come "la canzone del Commonwealth". Le parole includevano la strofa: «You'd better get back to your Commonwealth homes» ("fareste meglio a tornare alle vostre case nel Commonwealth"). La “canzone del Commonwealth” non aveva niente a che fare con Get Back, ma diede lo spunto per la versione di Get Back intitolata No Pakistanis ("Niente pakistani"). Sulla melodia della canzone, McCartney improvvisa un testo ironicamente razzista: «(we) don't dig no Pakistanis taking all the people's jobs». ("Non ci piacciono i pakistani che vengono qui a portare via il lavoro alla gente") Sebbene lo sviluppo della versione "razzista" di Get Back proseguì per diversi giorni, alla fine lo stesso McCartney, decise di eliminare le strofe "incriminate" per paura che potessero venire fraintese.
Il manoscritto originale di una variante della canzone con la strofa sui "Pakistani", è conservato nell'Hard Rock Cafè di San Francisco. In questa versione, la strofa è:
Living in a council flat

Candidate Macmillan, tell us what your plan is,

Won't you tell us where you're at»
vivono in case popolari.

Candidato Macmillian, dicci quale è il tuo piano,

perché non ci dici a cosa miri?»
(Get Back versione alternativa - Lennon/McCartney)
In un'intervista concessa a Playboy nel 1980, Lennon descrisse il brano in questi termini: «...una versione migliore di Lady Madonna. Comunque, pur sempre una minestra riscaldata.»

#### L'esecuzione del brano sul tetto della Apple
I Beatles eseguirono Get Back (insieme ad altre canzoni) come parte del celebre “concerto sul tetto” della Apple il 30 gennaio 1969. Get Back venne suonata per tre volte; la terza e ultima volta fu interrotta dall'arrivo della polizia, che era stata chiamata dagli impiegati delle aziende vicine. Dopo che gli agenti parlarono a Mal Evans minacciando di arrestare la band, il roadie staccò la spina degli amplificatori di Lennon e Harrison. Fu durante questo momento che McCartney improvvisò il verso: «You've been too long, Loretta! You've been playing on the roofs again, and that's no good, and you know your Mummy doesn't like that...she gets angry...she's gonna have you arrested! Get back!» ("Sei stata troppo tempo fuori Loretta!, siete andati ancora a suonare sul tetto, e questo non è bello, sapete che non fa piacere alla vostra mamma… si arrabbia…vi farà arrestare tutti! Tornate indietro!"). Nessuna delle versioni suonate sul tetto apparve mai integralmente su disco, sebbene nel film Let It Be sia possibile ascoltarne una versione rimaneggiata in studio. Questa è la stessa versione che appare sul terzo volume dell'Anthology.
Alla fine dell'ultima esecuzione del brano sul tetto, il pubblico applaude e McCartney dice: «Thanks, Mo» in risposta all'applauso entusiasta di Maureen Starkey, e Lennon aggiunge: «I'd like to say thank you on behalf of the group and ourselves and I hope we've passed the audition». Phil Spector usò queste frasi per appiccicarle sul finale della versione in studio della canzone per approntare la versione che appare sull'album Let It Be, che appunto, differisce lievemente da quella sul singolo. Così facendo, diede al brano l'ingannevole atmosfera di un'esibizione dal vivo.

#### Registrazione
In linea con l'idea alla base del progetto "Let It Be", di registrare tutti i brani dal vivo senza sovraincisioni in studio, per “tornare” (get back) alle radici del rock'n'roll, il gruppo registrò numerose take della canzone per trovare la versione “giusta“.
Billy Preston si unì ai Beatles per suonare il pianoforte elettrico Fender Rhodes il 22 gennaio, essendo stato invitato da George Harrison a partecipare alle sedute di registrazione. L'idea di Harrison era, introducendo un elemento estraneo al gruppo, di spezzare la tensione crescente tra i quattro Beatles, come era stato fatto l'anno precedente per While My Guitar Gently Weeps, durante le sessioni del White Album. L'idea funzionò alla grande, e la band si esibì in performance molto più grintose.
I Beatles registrarono circa dieci provini della canzone il 23 gennaio. Poi, il 27 gennaio fecero un ultimo sforzo per perfezionare Get Back registrandone altre 14 takes. Alla fine, la migliore risultò essere la take numero 11.
Il 4 aprile i Beatles, incaricarono i tecnici della EMI di preparare un missaggio mono della canzone. Quando il gruppo lo ascoltò, non rimase soddisfatto del risultato, così il 7 aprile, McCartney e Glyn Johns produssero un secondo mix agli Olympic Studios per l'uscita su singolo del brano.

#### Pubblicazione

##### Versione su singolo
L'11 aprile 1969, la Apple Records pubblicò Get Back come singolo nel Regno Unito, accoppiata con Don't Let Me Down sul lato B. Il singolo iniziò la sua permanenza di diciassette settimane in classifica il 26 aprile, debuttando direttamente al primo posto, posizione che mantenne per sei settimane.
Negli Stati Uniti Get Back uscì come singolo il 5 maggio. Due settimane dopo raggiunse il numero 1 in classifica per restarci cinque settimane di fila. Fu il primo singolo dei Beatles ad essere pubblicato in versione stereo vero e proprio.
Sia in Gran Bretagna che negli USA, il singolo fu pubblicato dalla Apple, anche se i diritti della canzone rimanevano di proprietà della EMI come da contratto. Questo fu l'unico singolo dei Beatles attribuito anche ad un altro artista, nelle note in copertina, infatti, Get Back viene attribuita ai "Beatles con Billy Preston".
La versione su singolo della canzone contiene un effetto eco e una coda strumentale con le liriche aggiuntive: «Get back Loretta / Your mommy's waiting for you / Wearing her high-heel shoes / And her low-neck sweater / Get back home, Loretta». Questa strofa non appare nella versione sull'album Let It Be. Questa è la versione del brano contenuta nel greatest hits The Beatles 1967-1970, nella raccolta Past Masters, Volume Two e sulla compilation The Beatles 1.

##### Versione suLet It Be
Quando Phil Spector lavorò su Get Back per la sua inclusione nell'album, decise di differenziarla dalla versione pubblicata su singolo. Entrambe le precedenti versioni mai pubblicate dell'album Get Back includevano effetti sonori vari, atti a catturare lo spirito di un'esecuzione dal vivo. Spector incluse parte della registrazione di studio e aggiunse la parte finale dell'esibizione sul tetto della Apple. Questo fece sì che la versione dell'album sembrasse una versione live, creando l'impressione che le versioni su album e singolo fossero due diverse registrazioni. Fu rimosso anche l'effetto eco di studio.

##### Versione sull'Anthology 3
Nel 1996, una versione differente di Get Back, proveniente dal concerto sul tetto, fu pubblicata sul terzo volume dell‘Anthology. Si tratta dell'ultima esecuzione della canzone, la terza. La polizia era arrivata per intimare ai Beatles di smettere di suonare. Durante l'ultimo verso McCartney canta: «You' ve been out too long Loretta! / You've been playing on the roof again! / ... Your mommy doesn't like that... / Oh no... she gets angry / She's gonna have you arrested!»

##### Versione suLet It Be... Naked
Nel 2003 Get Back venne ripubblicata sull'album Let It Be... Naked remixata sotto l'approvazione dei Beatles superstiti Paul McCartney e Ringo Starr e delle vedove di John Lennon e George Harrison. La versione "naked" di Get Back è una versione sensibilmente ripulita di quella del singolo, accorciata nella durata, con la canzone che viene sfumata appena prima dell'ultimo "whoo" nel finale.

##### Versione suLove
Nel 2006 una versione nuovamente remixata di Get Back, prodotta da George Martin e dal figlio Giles fu inclusa nell'album Love. Questa versione incorpora elementi di A Hard Day's Night, A Day in the Life, The End (la canzone dei Beatles su Abbey Road), e Sgt. Pepper's Lonely Hearts Club Band (Reprise). Inoltre, ci sono molti interventi di studio, inclusa una lunga introduzione, e la seconda strofa è stata eliminata del tutto.

## Formazione
The Beatles
- Paul McCartney - voce, basso
- John Lennon - armonie vocali, chitarra solista, voce in Don't Let Me Down
- George Harrison - chitarra ritmica e chitarra solista in Don't let me down
- Ringo Starr - batteria

Altri musicisti
- Billy Preston - pianoforte elettrico

## Cover
- Gli Amen Corner pubblicarono la loro versione del brano come singolo nel novembre 1969.
- Patrick Williams, arrangiatore e compositore statunitense, fece una reinterpretazione strumentale jazz della canzone, sul suo album del 1970 Heavy Vibrations.
- Il cantante soul Doris Troy, sotto la supervisione di George Harrison, registrò la canzone come lato B del singolo Jacob's Ladder.[12]
- Elvis Presley eseguì il brano come parte di un medley nel documentario musicale That's the Way It Is (1970).
- Elton John reinterpretò la canzone in concerto sull'album 11-17-70 (1971).
- Ike & Tina Turner eseguirono il brano sul loro album Nutbush City Limits (1973).
- I The Punkles ne fecero una reinterpretazione punk sul loro album Pistol.
- Rod Stewart reinterpretò la canzone per il documentario musicale del 1976 All This and World War II.
- Billy Preston eseguì il brano nel film del 1978 Sgt. Pepper's Lonely Hearts Club Band.
- Steve Wariner pubblicò la sua versione nel 1995.
- I Little Texas eseguirono la canzone nel 2007.
- Gli Status Quo reinterpretarono la canzone sul loro album Don't Stop nel 1996.
- Al Green eseguì il brano sul suo album di debutto per la Hi Records di Willie Mitchell nel 1969.
- Chris Clark reinterpretò la canzone sul suo secondo album, CC Rides Again.
- Il concept album Let it be (1988) della band slovena Laibach contiene anche la reinterpretazione di Get Back.
- Nel 1990 Luciano Ligabue esibì una cover di Get Back durante il programma Stasera Beatles condotto da Red Ronnie.
- La Nitty Gritty Dirt Band reinterpretò la canzone sull'album Welcome to Woody Creek (2004).
- Nel 2014 è stata eseguita una cover da parte di Mango, realizzata insieme alla figlia Angelina nell'album L'amore è invisibile.
- Nel 2022, Gianni Averardi e Gianfranco Caliendo, i due fondatori ed ex membri de Il Giardino dei Semplici, hanno realizzato una versione folk della canzone con un testo inedito in vernacolo: Pecché. La cover è il singolo di punta di un intero album chiamato Liverpoolcinella (2024), basato sulla reinterpretazione in chiave napoletana dei Beatles.[13]

## Nella cultura di massa
- La canzone Get Up and Go dei The Rutles, scritta da Neil Innes, è una parodia di Get Back.
- Alla fine dell'episodio dei Simpsons "Homer's Barbershop Quartet" (it: Il quartetto vocale di Homer), i componenti del gruppo dei “Be Sharps” (i "Re Acuti" nella versione italiana) cantano il loro primo successo sul tetto del locale di Moe mentre George Harrison, osservando la scena dall'auto dice: «L'abbiamo già fatto.» Inoltre, alla fine dell‘esibizione, Homer afferma: «...I hope we pass the audition», frase seguita dalle risate dei presenti.
- Il video degli U2 del 1987 per la canzone Where the Streets Have No Name raffigura un concerto in stile Get Back eseguito sul tetto di un edificio a Los Angeles. L'esibizione termina allo stesso modo con la polizia di Los Angeles che stoppa il concerto.
- Nel film del 2007, Across The Universe, diretto da Julie Taymor, molti personaggi hanno il nome di protagonisti delle canzoni dei Beatles. Uno dei personaggi principali si chiama Jojo, interpretato da Martin Luther McCoy.
- La popolare serie manga intitolata Le bizzarre avventure di JoJo, prende il titolo dal personaggio della canzone.